# 巴氏平鮋
巴氏平鮋，為輻鰭魚綱鮋形目鮋亞目平鮋科的其中一種，為溫帶海水魚，分布於北太平洋阿留申群島至美國加州聖地牙哥海域，棲息深度49-625公尺，本魚身體淡紅色，體側具4條暗紅色橫帶，頭部、眶骨具硬棘，背鰭硬棘13枚，背鰭軟條13-15枚，臀鰭硬棘3枚，臀鰭軟條6-7枚，體長可達64公分，棲息在軟底質底層水域，卵胎生，幼魚為浮游性，生活習性不明，可做為食用魚。